# Slovenska liga ameriškega nogometa 2011
La Slovenska liga ameriškega nogometa 2011 è stata la 2ª edizione dell'omonimo torneo di football americano.
Ha avuto inizio il 27 marzo e si è conclusa il 25 giugno con la finale vinta per 29-19 dai Ljubljana Silverhawks sui croati Zagreb Thunder.

## Squadre partecipanti
| Club                  | Città    | Stadio | Sponsor ufficiale | Risultato nella stagione 2010 |
| --------------------- | -------- | ------ | ----------------- | ----------------------------- |
| Alp Devils            | Kranj    |        |                   |                               |
| Ljubljana Silverhawks | Lubiana  |        |                   | Campioni di Slovenia          |
| Maribor Generals      | Maribor  |        |                   |                               |
| Zagreb Thunder        | Zagabria |        |                   |                               |

## Stagione regolare

### Calendario

#### 1ª giornata
| 27 marzo 2011 | Ljubljana Silverhawks | 40 – 14 (12-0 9-0 12-14 7-0) | Zagreb Thunder |  |

#### 2ª giornata
| 2 aprile 2011 | Ljubljana Silverhawks | 58 – 0 (14-0 15-0 14-0 15-0) | Alp Devils |  |

| 3 aprile 2011 | Maribor Generals | 21 – 22 (0-0 7-6 14-8 0-8) | Zagreb Thunder |  |

#### 3ª giornata
| 16 aprile 2011 | Alp Devils | 0 – 26 (0-0 0-6 0-14 0-6) | Zagreb Thunder |  |

| 17 aprile 2011 | Ljubljana Silverhawks | 55 – 27 (14-7 13-0 14-6 14-14) | Maribor Generals |  |

#### 4ª giornata
| 23 aprile 2011 | Maribor Generals | 32 – 33 (14-13 0-0 6-20 12-0) | Ljubljana Silverhawks |  |

#### 5ª giornata
| 7 maggio 2011 | Maribor Generals | 49 – 14 | Alp Devils |  |

#### 6ª giornata
| 14 maggio 2011 | Zagreb Thunder | 8 – 6 (8-0 0-0 0-6 0-0) | Alp Devils |  |

#### 7ª giornata
| 28 maggio 2011 | Alp Devils | 0 – 52 (0-6 0-14 0-20 0-12) | Ljubljana Silverhawks |  |

| 29 maggio 2011 | Zagreb Thunder | 56 – 35 (20-0 14-14 9-13 22-8) | Maribor Generals |  |

#### 8ª giornata
| 4 giugno 2011 | Zagreb Thunder | 19 – 38 (12-21 13-10 0-7 6-0) | Ljubljana Silverhawks |  |

#### 9ª giornata
| 11 giugno 2011 | Alp Devils | 0 – 35 | Maribor Generals |  |

### Classifica
La classifica della regular season è la seguente:
- PCT = percentuale di vittorie, G = partite giocate, V = partite vinte, P = partite perse, PF = punti fatti, PS = punti subiti

| Pos. | Squadra               | PCT   | G | V | P | PF  | PS  |
| ---- | --------------------- | ----- | - | - | - | --- | --- |
| 1    | Ljubljana Silverhawks | 1.000 | 6 | 6 | 0 | 276 | 92  |
| 2    | Zagreb Thunder        | .667  | 6 | 4 | 2 | 145 | 140 |
| 3    | Maribor Generals      | .333  | 6 | 2 | 4 | 199 | 180 |
| 4    | Alp Devils            | .000  | 6 | 0 | 6 | 20  | 228 |

## Finali

### Finale 3º - 4º posto
| 25 giugno 2011 | Maribor Generals | 35 – 14 | Alp Devils |  |

### SloBowl II
| 25 giugno 2011 | Ljubljana Silverhawks | 29 – 19 | Zagreb Thunder |  |

## Verdetti
- Ljubljana Silverhawks Campioni della Slovenia 2011 (2º titolo)